# ペルメトリン
ペルメトリン（permethrin）は、合成ピレスロイド系殺虫剤の1種である。英語読みでパーメスリンとも呼ばれる。

## 構造
ペルメトリンの分子式は、C21H20Cl2O3である。物質名は、3-フェノキシベンジル=(1RS,3RS)–(1RS,3SR)–3–(2,2–ジクロロビニル)-2,2–ジメチルシクロプロパンカルボキシラートである。つまり、有機塩素化合物の1つである。ピレスロイドの元化合物の部分構造の菊酸と類似した部分構造を有するものの、菊酸とは異なり、メチル基が塩素に置換されている。

## 化学的危険性
ペルメトリンは可燃性を有し、有機溶剤を含む液体製剤は引火性がある。また、有機塩素化合物であるため、火災などで燃焼すると、刺激性もしくは有毒なフュームやガスを放出する。

## 生物学的毒性
ペルメトリンのヒトや家畜に対する毒性は、低い。これに対して、ネコに対しては比較的毒性が高く出る。さらに、魚類に対しては毒性が高い。

## 用途

### 農薬・殺虫剤
ペルメトリンは1977年にアメリカ合衆国のEPAに登録された。日本における初回登録は1985年である。ゴキブリに卓抜した効果が見られた殺虫剤であり、昆虫やダニに対して広く忌避効果を示す物質であるため、衛生害虫駆除（家庭用蒸散殺虫剤）、農薬、防虫剤などとして用いられる。なお、農薬の製剤として、水和剤(20%)、乳剤(20%)、フロアブル剤(10%)、マイクロカプセル剤(10%)などが有る。

### 医薬用途
ペルメトリンはヒトを含めた動物に対して、外用薬として用いられる。
医薬用途ではシラミなどの外部寄生虫の駆除用や、疥癬の治療を目的に疥癬の原因寄生生物であるヒゼンダニの駆除に用いられる。特に疥癬治療薬としては世界的に広く用いられているが、日本ではヒト用医薬品として認可されていない。